# Prière
Pour les articles homonymes, voir Prière (homonymie).

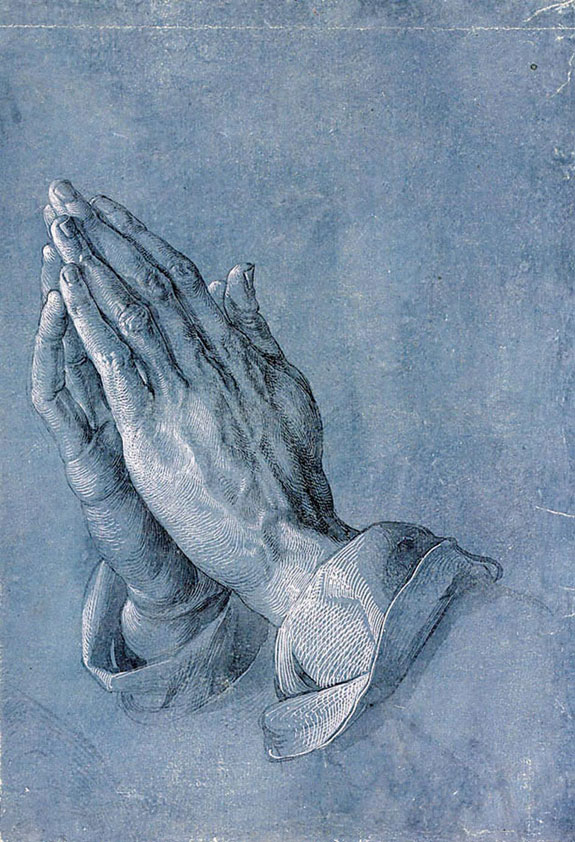
Mains en prière, dessin d'Albrecht Dürer exécuté vers 1508.

La prière est un acte codifié ou non, collectif ou individuel, par lequel on s'adresse à Dieu, à une divinité ou à un être désigné comme médiateur de Dieu ou de la divinité.
On distingue trois types de prières : la prière d'intercession (pour demander un bienfait pour quelqu'un ou pour soi-même), la prière de confession et la prière de gratitude. Elle correspond parfois à une attitude intériorisée, méditative, quand elle ne contient pas explicitement de requête et cherche un sentiment d'unité avec Dieu ou la divinité, comme dans l'oraison silencieuse.

## La prière juive

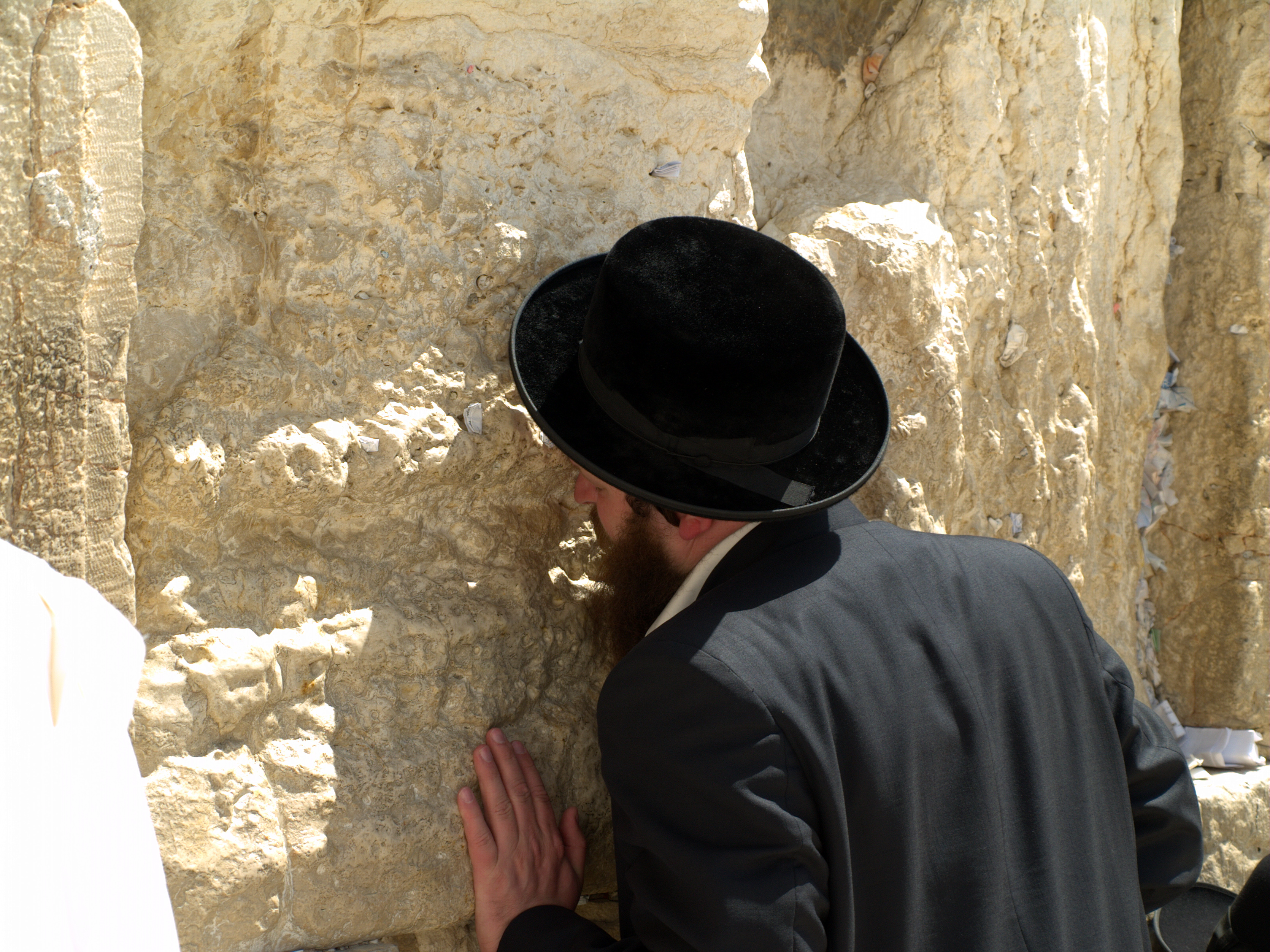
Prière au Mur occidental, Jérusalem

L'interprétation de la halakha (Loi judaïque) par le judaïsme orthodoxe établit que les hommes juifs doivent prier :
- trois fois par jour lors des jours ordinaires (de dimanche à vendredi) : l'office du matin (Sha'harit) est inspiré par le patriarche biblique Abraham, l'après-midi (Min'ha) par Isaac et le soir (Maariv) par Jacob ;
- quatre fois (l'office de Moussaf est alors intercalé après Sha'harit) lors du shabbat hebdomadaire ainsi que la plupart des jours fériés judaïques ; et
- cinq fois (l'office de Né'ila est ajouté en clôture de la journée de jeûne) sur le Yom Kippour.

Les femmes juives doivent prier au moins une fois chaque jour, mais sans une longueur fixe, et le système des prières journalières n'est pas requis pour les femmes.
Le judaïsme du mouvement Massorti traite aussi le système halakhique des prières journalières multiples comme obligatoire. Dès 2002, les juives du mouvement Massorti sont vues comme obligées comme les juifs du mouvement de prier les mêmes prières, et aux mêmes moments de la journée. Les communautés traditionnelles, et les juives à l'individu sont permises de s'abstenir des prières. [PDF]. Les congrégations du judaïsme libéral utilisent des portions de la liturgie traditionnelle dans les offices, mais ils ne considèrent pas la halakha comme un commandement.
Pour les juifs, il y a une différence entre la prière en communauté (en miniane ou quorum) et la prière privée (personnelle). La prière en communauté est plus désirable, puisque cela permet de pratiquer des portions du rite, comme la lecture du kaddish par exemple, qui ne peuvent être pratiquées sans un quorum.
La plupart de la liturgie juive est chantée ou parlée en rythme avec une mélodie traditionnelle ou un nigoun. Les synagogues peuvent désigner ou même embaucher un hazzan ou chantre afin de diriger la congrégation dans les prières. L'embauche ou la désignation d'un hazzan d'entre les membres de la congrégation par le rabbin de la communauté dépend de la grandeur de la synagogue.

## Les prières chrétiennes

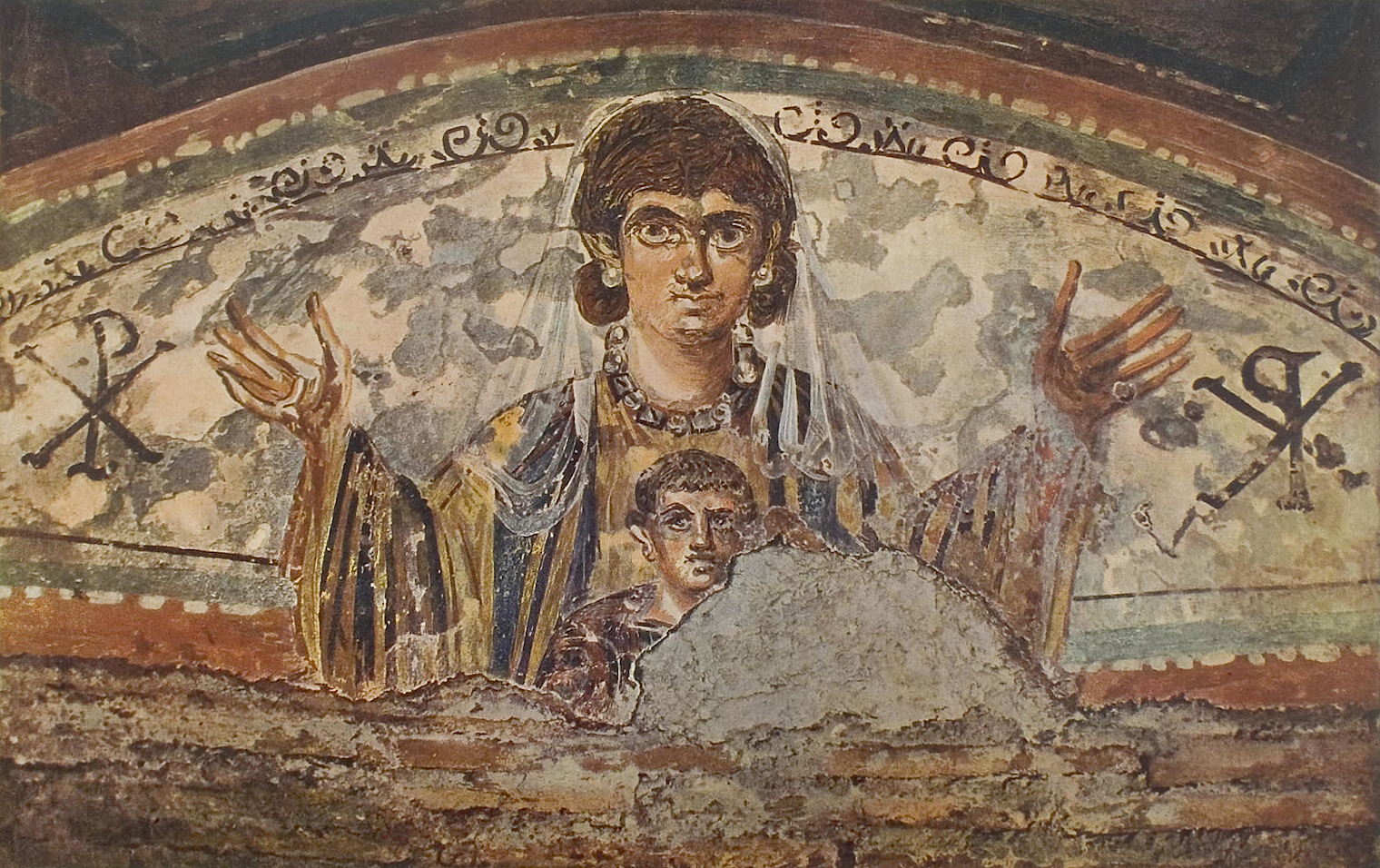
Une attitude fréquente jusqu'au Haut Moyen Âge est la position dite de l'orant (bras et mains levés vers le ciel), geste reproduit pendant la messe catholique au moment du Notre Père.

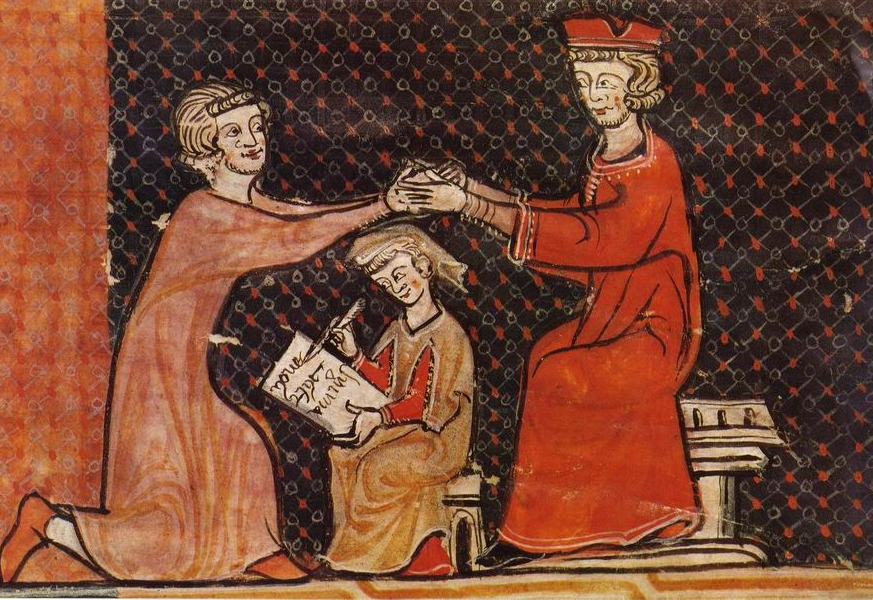
L'attitude des mains jointes (la), probablement d'origine orientale, connaît un succès en Occident durant le Moyen Âge central.

Dans les églises catholique, protestantes et orthodoxes, des moines peuvent consacrer leur vie exclusivement à la prière. Toutefois ce n'est pas le cas dans les églises chrétiennes évangéliques, où la vie de prière fait partie de tout croyant qui a vécu la  nouvelle naissance.

### Base biblique
La prière qui s'appuie sur les promesses de la Bible est un acte fondamental de la foi chrétienne, vécue comme une action de grâce et de communion avec Dieu, une communion d’esprits entre Dieu et les siens. C’est « Dieu le Père » que le croyant prie « au Nom du Seigneur Jésus-Christ ».
Dans l'Évangile selon Jean, Jésus-Christ indique comment prier à ses fidèles : « Et tout ce que vous demanderez en mon nom, je le ferai, afin que le Père soit glorifié dans le Fils. Si vous demandez quelque chose en mon nom, je le ferai » (14:13-14), « En ce jour-là, vous ne m'interrogerez plus sur rien. En vérité, en vérité, je vous le dis, ce que vous demanderez au Père, il vous le donnera en mon nom. Jusqu'à présent vous n'avez rien demandé en mon nom. Demandez, et vous recevrez, afin que votre joie soit parfaite » (16:23).
Le Notre Père est  la prière la plus répandue dans le christianisme car elle a été enseignée par Jésus-Christ lui-même à ses apôtres. 
La lecture de l'Évangile, la participation fréquente aux sacrements de la Réconciliation et de l'Eucharistie, en renforçant la foi, augmentent la prédisposition à la prière.
Des pratiques de méditations, de jeûne et de veille peuvent être associées à la prière, de même que des lectures de textes, bibliques ou non. Pour le croyant, Dieu est accessible partout et la prière peut donc avoir lieu en n'importe quel lieu.

### Églises catholique et orthodoxe
Dans les Églises catholique et orthodoxes la prière se tourne vers Dieu, vers les saints et la Vierge Marie. Les principales prières sont le Credo, profession de foi en un seul Dieu, et le Notre Père. La prière journalière est la liturgie des Heures, suivie par les congrégations monastiques, les prêtres et les diacres, et conseillée aux laïcs. Traditionnellement, les laïcs prient le matin, le midi (Angélus), le soir et bénissent les repas. L'utilisation d'objets de culte (crucifix, icônes, chapelets, statues, etc.) est courante. Les cultures et les milieux sociaux ont également une grande influence sur les manières de prier. Elle s'appuie sur des liturgies précises et selon des rites particuliers (signe de croix avec les mains, génuflexion, etc).

### Églises protestantes

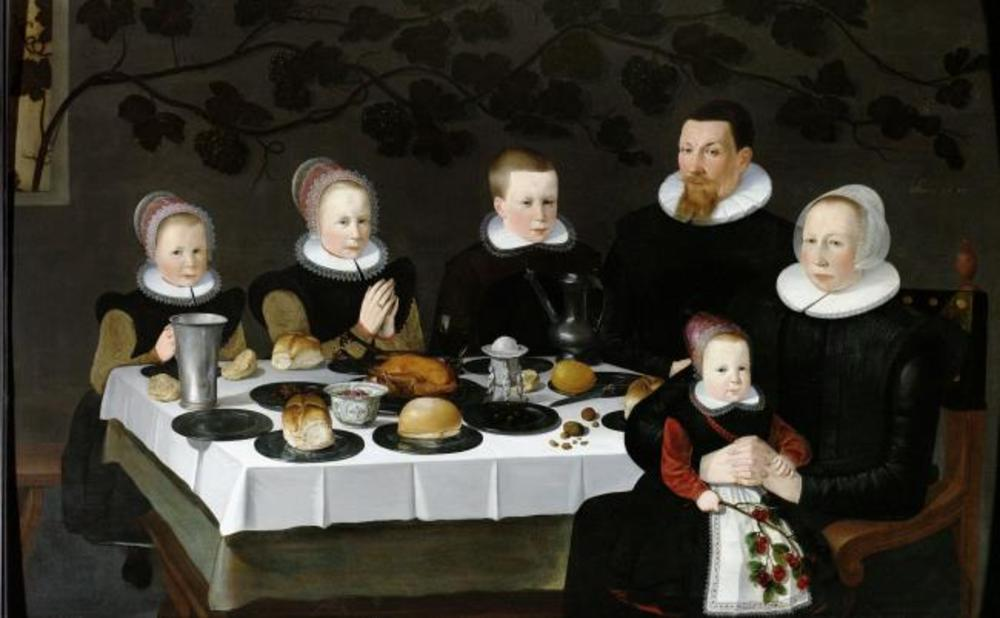
Famille protestante en prière, école néerlandaise, 1627.

La Réforme protestante, commencée dans les années 1520, a ramené la prière à ses bases bibliques, notamment avec les cinq solas.  La prière est ainsi à Dieu seul, au nom de Jésus. La prière est plus libre et il n'y a pas de liturgie,  ou d'obligation de rite de prière. La prière enseignée par Jésus lui-même, le Notre Père, est aussi récitée par les protestants en règle générale.
La prière, dans les églises chrétiennes évangéliques, s'appuie uniquement sur la Bible (Jn 17:17; Jd 1:3; Mt 15:6)[Quoi ?] . Le Notre Père est considéré comme un modèle et non une liturgie.

## La prière islamique
Le musulman est un monothéiste, il prie Allah (Dieu). Pour lui, Allah est celui qui contrôle le monde et qui répond aux demandes. En effet la plus grande obligation du croyant en Dieu est de le considérer comme Un, de ne pas pratiquer le polythéisme et d'avoir la croyance qu'Allah n'a pas d'associés (les anges, les prophètes et les objets ne sont pas des dieux. Selon l'islam, tout est créé par Allah).

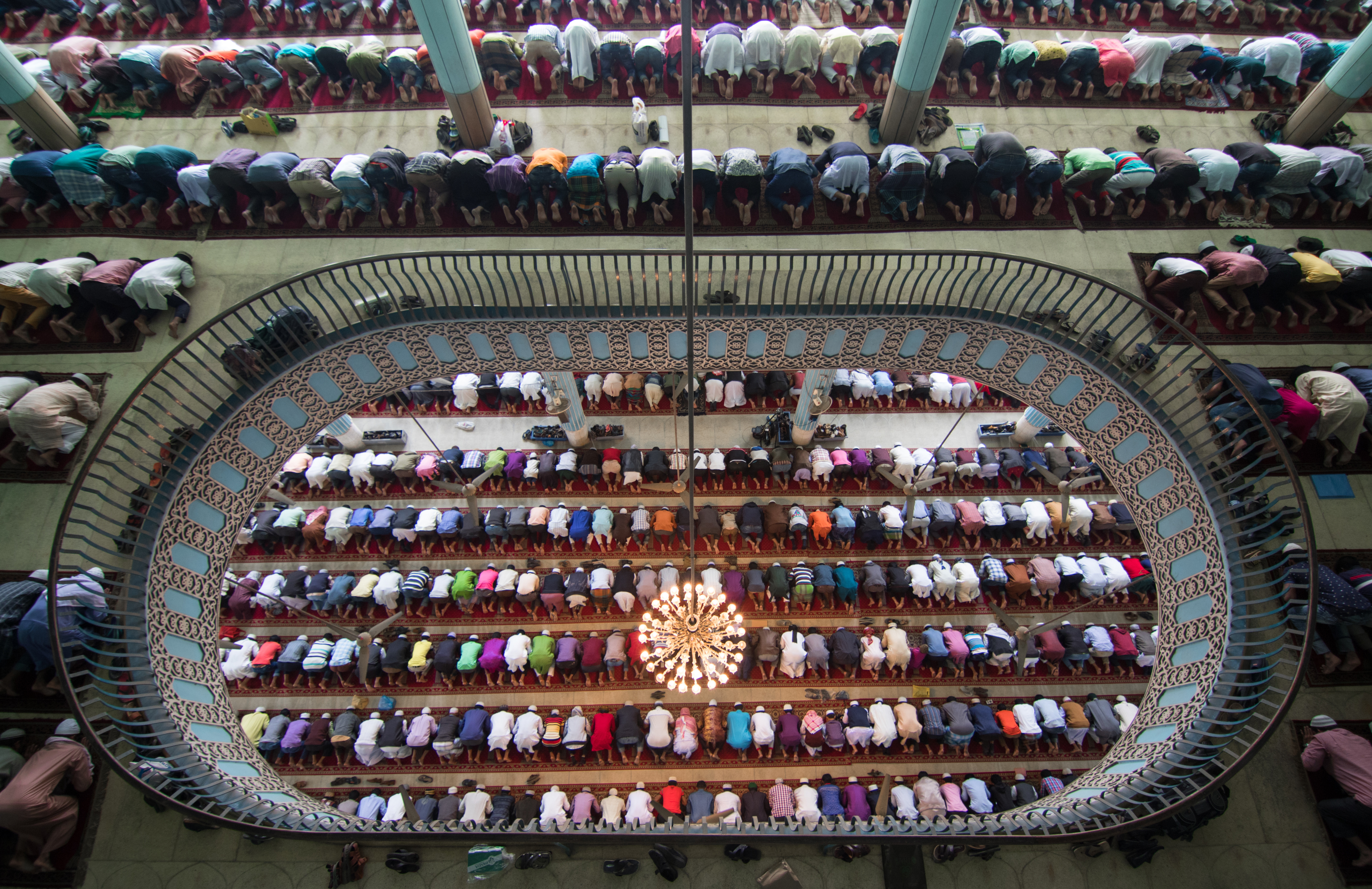
Prière du vendredi à la grande mosquée de Baitul Mukarram, Bangladesh.

La salât, ou salâh (صلاة [ṣalāʰ]) désigne la prière islamique, second des cinq piliers de l'islam. Chaque musulman est tenu d'effectuer cinq prières quotidiennes obligatoires (farâ'idh), tourné vers la Qibla, qui indique la direction de la Ka'ba de La Mecque.
Elle peut être faite à n'importe quel endroit (sauf rares exceptions quand des impuretés sont présentes), bien que pour les hommes, accomplir en groupe à la mosquée les cinq prières canoniques est fortement recommandé ou obligatoire, notamment pour les prières du Vendredi (la plus importante de la semaine) et pour les deux fêtes (Aïd al-kebir et Aïd al-fitr). Elle doit s'accomplir en état d'ablutions (de pureté).
La salât n'est devenue une obligation cultuelle qu'après le "Mi'raj", (l'ascension) du prophète de l'Islam au Ciel, que la tradition situe en l'an 2 avant l'hégire, vers l'an 620 de notre ère. La prière musulmane (salat), demande au croyant de louer la grandeur de Dieu (Allah), de se soumettre à lui, et de lui demander le pardon pour ses péchés. Il faut pour cela s'être purifié par les ablutions et avoir une pureté de l'intention (niyya). La prière musulmane est composée aussi de la prosternation, le moment où le serviteur d'Allah est le plus proche de son dieu. Il se remémore Dieu et se souvient de lui.
D'après les paroles d'Allah (que le croyant musulman croit compilées dans le Coran, le livre saint de l'islam), prier est la manière la plus simple de l'atteindre. La prière ne peut être confinée à un moment ou à un endroit. Parce que les désirs et les besoins des gens ne s'apaisent jamais, leurs prières ne finissent jamais. Il n’existe pas dans le Coran un passage où Dieu ordonne aux musulmans de prier 5 fois dans la journée. Les cinq prières habituelles sont décrites dans les hadiths (paroles du prophète Mahomet). La prière musulmane n'est pas limitée dans le temps et chaque individu peut prier à tout moment car Allah, pour les musulmans, ne dort jamais (Qayoum).
En plus de la prière rituelle (salât), l'invocation d'Allah, par le tasbih, le dikhr,ou le douâa sont considérés comme une des formes de prières en Islam,,.

## La prière bouddhiste
Dans le  bouddhisme theravāda ou le bouddhisme Zen, les moines ne prient pas car la prière n'a pas de sens en raison de l'impersonnalité des êtres, hors d'une pratique de dévotion laissée au commun du peuple. L'attachement aux rites ou la croyance aux effets de la prière (silavrata-paramarsa) fait d'ailleurs partie des dix liens qu'il faut briser pour parvenir à l'Eveil. Selon S. N. Goenka : « Il n'est pas correct de prier le Bouddha pour lui adresser une demande, ce n'est pas dans son enseignement. Un être libéré ne fait que montrer le chemin, c'est à vous de faire les efforts nécessaires pour atteindre le but. ». Plusieurs textes (par exemple l'Asibandhakaputta Sutta, SN 42.6) indiquent l'inutilité des prières.
Dans le bouddhisme tibétain, la prière est un accompagnement des pratiques comme la méditation ou les enseignements. Elle est parlée ou chantée et permet d'avoir une intention altruiste et de se concentrer sur un but : l'éveil. Pour prendre refuge, on commence en ces termes : "En le Bouddha, le Dharma et le Sangha, je prends refuge jusqu'à l'éveil", ce qui signifie que l'on va vers le Bouddha, son enseignement, et la communauté bouddhique. Ensuite on remercie d'autres personnages importants du bouddhisme pour leur apport au monde. On peut aussi prier lors des repas pour remercier les bouddhas et les circonstances d'avoir à manger.

## Position

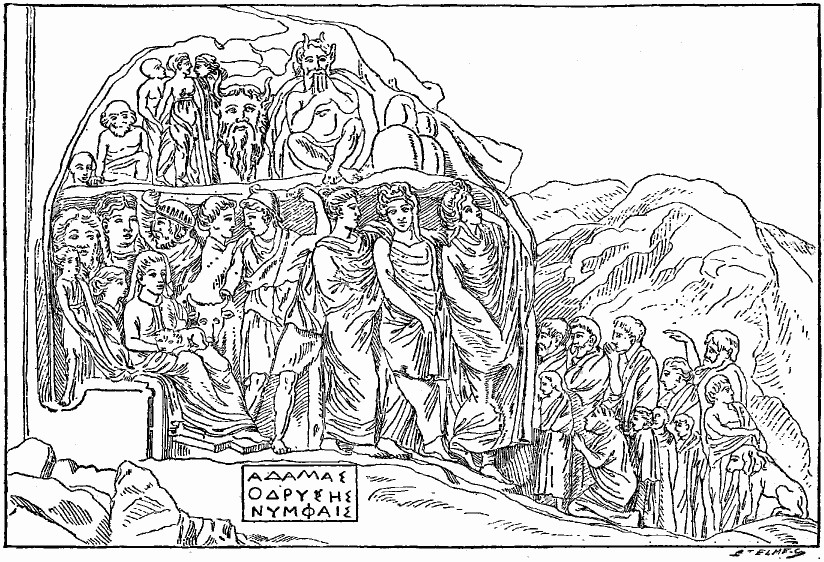
Femme agenouillée adorant Cybèle au milieu d’autres adorateurs (bas-relief de Paros).

L’habitude de prier à genoux, commune depuis le Moyen Âge, était assez rare dans l'Antiquité : un bas-relief de Paros, sculpté à l’entrée d’une grotte, représente une foule d’adorateurs rendant leurs hommages à Cybèle assise sur son trône, à Pan, aux nymphes et à d’autres divinités. Seule, une femme est agenouillée, au milieu de tous les autres adorateurs debout. 
Dans cette posture, l’homme diminue sa taille de toute la longueur de la jambe et s’abaisse devant la divinité qu’il veut honorer ou implorer. Les Grecs regardaient cette posture comme peu digne d’un homme libre, et ne la jugeaient convenable qu'aux esclaves et aux Barbares. On n’a pas découvert dans les catacombes un seul monument où un chrétien soit représenté priant à genoux. L’usage de se prosterner est néanmoins mentionné dans l’Ancien et dans le Nouveau Testament, quoiqu’il fût moins ordinaire parmi les Juifs qu’il ne l’est devenu parmi les chrétiens.

## Études scientifiques

### Prière et effets possibles sur la santé
Diverses études ont examiné la question des effets physiologiques ou psychologiques des prières ou de la méditation dont quelques études médicales, en particulier en Amérique. 
Une expérience ayant causé un scandale, menée à l'université Columbia (New York) et publiée en septembre 2001 dans The Journal of Reproductive Medicine, prétendrait à un impact de la prière. L'étude était censée porter sur 199 femmes coréennes en attente de fécondation in vitro et sur des prières faites par divers groupes de prière aux États-Unis, au Canada et en Australie, qui ne connaissaient les femmes que par leur photo. Il s'est par la suite avéré que cette étude était une fraude scientifique, dans laquelle un des auteurs était un imposteur et a, par la suite, été inculpé pour crimes à plusieurs années de prison à la suite d'une enquête par le FBI. Le professeur Lobo a exigé que son nom soit publiquement dissocié de cet article auquel il n'avait pas collaboré, allant de même pour l'université Columbia.
Des études réalisées à l’université de Princeton, rapportées par le controversé Jean-Jacques Charbonier, concluraient à l’efficacité de la guérison spirituelle. Cependant, elles ne permettent pas de savoir si c’est une autoguérison induite par le développement de pensées positives, par la production d’un effet placebo, par l’effet bénéfique d’un stress bien géré ou par une aide extérieure venue de Dieu.
L'American Heart Journal a publié une étude en avril 2006 sur les effets thérapeutiques de la prière sur des cardiaques et tend à démontrer que la prière n’aide pas au rétablissement de malades ayant subi un pontage coronarien, mais pourrait au contraire même entraîner des complications. Cette étude a eu lieu de 1998 à 2000 et a porté sur 1 802 patients répartis dans six hôpitaux américains. Les malades ont été répartis en trois groupes et l'expérience ne permet pas de conclure à un effet de la prière : 
- - Groupe 1 : Les malades sont informés qu’ils vont peut-être faire l’objet de prières, et ils bénéficient de prières ;
  - Groupe 2 : Les malades sont informés qu’ils vont peut-être faire l’objet de prières, et ils ne bénéficient pas de prières ;
  - Groupe 3 : Les malades sont informés qu’ils vont faire l’objet de prières, et ils en bénéficient effectivement.

### Prière et fonctionnement cérébral
Mario Beauregard a étudié le cerveau des carmélites en prière. Il n’est pas parvenu à localiser un centre de prière au niveau cérébral car cette activité paraît trop complexe pour avoir une topographie précise lobes préfrontaux, pariétaux et temporaux. En revanche, il mit en évidence une activité électrique du cerveau prépondérante (rythme thêta ou delta, de 4 à 7 Hz) au moment de la prière témoignant d’un niveau spécifique de concentration constant. Ce rythme lent est prédominant en période de sommeil profond et quasi inexistant en état de veille.
Dans d'autres cas, la méditation peut correspondre à une accélération de l'activité électrique cérébrale. Richard Davidson, chercheur au Laboratoire de neurosciences du Wisconsin a étudié les électroencéphalogrammes de moines bouddhistes habitués à méditer. Le degré d'activité des cerveaux était très élevé : après être passés par une courte période d'ondes alpha lentes variant de 8 à 13 Hz, les moniteurs EEG affichèrent des vagues dans des fréquences gamma très rapides, de 25 à 70 Hz.

### Prière d'intercession et longévité
Une étude publiée en 2021 dans le Journal of Religion & Health (d)  effectue une analyse statistique à partir de données issues de Wikidata pour mesurer si la prière d'intercession a eu un effet sur la longévité de 857 évêques et 500 prêtres de six pays catholiques morts ces trente dernières années, en comparaison avec une cohorte de 3038 universitaires masculins de ces mêmes pays et morts dans ce même temps. L'étude ne révèle aucune différence significative entre les évêques et les universitaires, et une différence légèrement défavorable pour les prêtres. Il est calculé qu'un évêque lambda peut être le destinataire sur un an de 330 000 (en France) à douze millions (au Mexique) de prières d'intercession[Quoi ?], sans que celles-ci, conclut l'étude, n'ait aucun effet sur leur longévité.

## Galerie

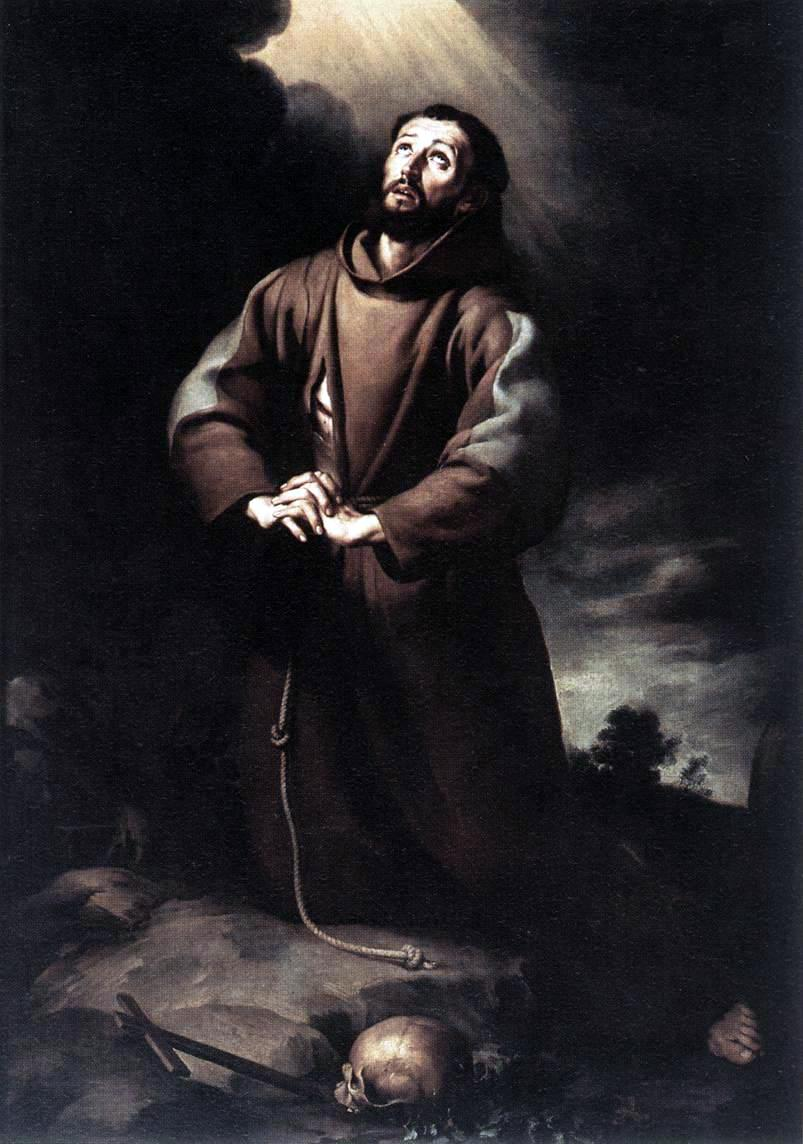
Bartolomé Esteban Murillo, Saint François d'Assise en prière
L'Angélus, par Jean-François Millet